# Spindasis zebrina
Spindasis zebrina är en fjärilsart som beskrevs av Felix Bryk 1946. Spindasis zebrina ingår i släktet Spindasis och familjen juvelvingar. Inga underarter finns listade i Catalogue of Life.